# Khakà
Khakà (en rus: Хака) és un poble del krai de Khabàrovsk, a l'Extrem Orient de Rússia. El 2008 tenia 196 habitants. Pertany al districte rural de Lazó.